# 根上清太郎
根上 清太郎（ねがみ せいたろう、1886年（明治19年）9月3日 - 1985年（昭和60年）2月6日）は、大日本帝国陸軍軍人。最終階級は陸軍少将。

## 経歴
1886年（明治19年）に北海道で生まれた。陸軍士官学校第18期卒業。1930年（昭和5年）12月に陸軍工兵学校教導隊長に就任し、1933年（昭和8年）8月に陸軍工兵大佐に進級し、1935年（昭和10年）8月に鉄道第1連隊長に転じた。
1937年（昭和12年）8月2日、陸軍少将進級と同時に壱岐要塞司令官に着任。1939年（昭和14年）3月9日に待命、3月22日に予備役に編入された。
1947年（昭和22年）11月28日、公職追放仮指定を受けた。

## 栄典
勲章等
- 1940年（昭和15年）8月15日 - 紀元二千六百年祝典記念章[4]